# Osânda
Osânda es una película de dramática rumana de 1976 dirigida por Sergiu Nicolaescu. La película se inscribió en el 10.ª Festival Internacional de Cine de Moscú, donde Amza Pellea ganó el premio al Mejor Actor. La película también fue seleccionada como la entrada rumana a la Mejor Película en Lengua Extranjera en la 49.ª edición de los Premios de la Academia, pero no fue aceptada como nominada.

## Sinopsis
El campesino Manolache Preda regresa a su aldea después de una ausencia de doce años. Después de servir diez años en las minas de sal como castigo por matar al terrateniente local durante una revuelta campesina, sirvió dos años en el ejército, luchando en la Primera Guerra Mundial. A su regreso, descubre que su esposa ha vendido su tierra al sobrino del terrateniente al que mató y se ha comprometido con otro hombre. Rechazado por otros aldeanos, encuentra trabajo con el Boyar, el terrateniente, pero cuando el Boyar es asesinado por bandidos locales, corre por su vida, temiendo que lo culpen.

## Reparto
- Amza Pellea como taranul Manolache Preda
- Ernest Maftei como cantonierul Sava Petrache
- Gheorghe Dinică como Ión, Seful de Post de Jandarmi
- Ioana Pavelescu como taranca Ruxsandra
- Sergiu Nicolaescu como Procurorul Tudor Marin
- Emmerich Schäffer como Boierul Leon Paraianu
- Mihai Mereuta como Plutonierul Bobinca
- Aimée Iacobescu como Magda Paraianu